# Eriopyga velutina
Eriopyga velutina är en fjärilsart som beskrevs av Jones 1912. Eriopyga velutina ingår i släktet Eriopyga och familjen nattflyn. Inga underarter finns listade i Catalogue of Life.